# Elecciones municipales de 2019 en San Cristóbal de La Laguna
Las elecciones municipales de 2019 se celebraron en San Cristóbal de La Laguna el domingo 26 de mayo, de acuerdo con el Real Decreto de convocatoria de elecciones locales en España dispuesto el 1 de abril de 2019 y publicado en el Boletín Oficial del Estado el 2 de abril. Se eligieron los 27 concejales del pleno del Ayuntamiento de San Cristóbal de La Laguna, a través de un sistema proporcional (método d'Hondt), con listas cerradas y un umbral electoral del 5 %.

## Resultados
Los resultados completos correspondientes al escrutinio definitivo se detallan a continuación.
| Candidatura                | Candidatura                | Votos   | %                               | Escaños                         |
| -------------------------- | -------------------------- | ------- | ------------------------------- | ------------------------------- |
|                            | COALICIÓN CANARIA          | 19 201  | 27,65                           | 9                               |
|                            | PSOE CANARIAS              | 16 603  | 23,91                           | 7                               |
|                            | UNIDAS SE PUEDE            | 11 794  | 16,98                           | 5                               |
|                            | AVANTE LA LAGUNA           | 6 136   | 8,84                            | 2                               |
|                            | PARTIDO POPULAR            | 5 411   | 7,79                            | 2                               |
|                            | CIUDADANOS                 | 4 930   | 7,1                             | 2                               |
| VOX                        | VOX                        | 1 590   | 2,29                            | 0                               |
| NUEVA CANARIAS             | NUEVA CANARIAS             | 1 563   | 2,25                            | 0                               |
| NIVARIA                    | NIVARIA                    | 916     | 1,32                            | 0                               |
| AHORA CANARIAS             | AHORA CANARIAS             | 312     | 0,45                            | 0                               |
| TERCERA EDAD EN ACCIÓN     | TERCERA EDAD EN ACCIÓN     | 181     | 0,26                            | 0                               |
| ARAB EUROPEOS POR CANARIAS | ARAB EUROPEOS POR CANARIAS | 91      | 0,13                            | 0                               |
| En blanco                  | En blanco                  | 718     | 1,03                            |                                 |
| Votos nulos                | Votos nulos                | 677     | 0,97                            |                                 |
| Votos válidos              | Votos válidos              | 69 446  | 99,03                           | 27                              |
| Votantes                   | Votantes                   | 70 123  | Participación: \| \| 55,58 % \| | Participación: \| \| 55,58 % \| |
| Electores                  | Electores                  | 126 162 | Participación: \| \| 55,58 % \| | Participación: \| \| 55,58 % \| |
|                            | 55,58 %                    |         |                                 |                                 |

## Investidura
| Fecha                                                   | Voto                        |   |   |   | AV |   |   | Total | Investido  |
| ------------------------------------------------------- | --------------------------- | - | - | - | -- | - | - | ----- | ---------- |
| 15 de junio de 2019 Mayoría requerida: Absoluta (14/27) | José Alberto Díaz (CC)      | 9 |   |   |    |   |   | 9/27  | No         |
| 15 de junio de 2019 Mayoría requerida: Absoluta (14/27) | Luis Yeray Gutiérrez (PSOE) |   | 7 | 5 | 2  |   |   | 14/27 | Sí         |
| 15 de junio de 2019 Mayoría requerida: Absoluta (14/27) | Juan Antonio Molina (Cs)    |   |   |   |    |   | 2 | 2/27  | No         |
| 15 de junio de 2019 Mayoría requerida: Absoluta (14/27) | Abstención                  |   |   |   |    | 2 |   | 2/27  | Abstención |